# Kano (raper)
Kane Brett Robinson (ur. 21 maja 1985 w Londynie) - lepiej znany jako Kano, jest brytyjskim raperem. Jego dziadkowie przyjechali do Anglii jako imigranci z Jamajki. Kano był kluczowym członkiem hip hopowej grupy N.A.S.T.Y. Crew ale opuścił grupę z powodu konfliktu z innymi członkami. Podpisał kontrakt z wytwórnią płytową 679 Records, lecz po wydaniu 2 albumów opuścił wytwórnię.

## Życiorys
Jako nastolatek Kano był obiecującym piłkarzem, reprezentującym Chelsa F.C, Junior Hammers i Norwich City w wieku 13 lat. 
Pozostawił swoje sportowe ambicje dla działalności w muzycznym świecie. Jego pierwszy utwór nazywał się 'Boys Love Girls'. Kano stał się bardziej znany z pracy z hip hopową grupą N.A.S.T.Y. Crew. Po opuszczeniu grupy Kano podpisał kontrakt z 679 Records i zaczął pracę nad swoim pierwszym solowym albumem Home Sweet Home.
Po wydaniu drugiego albumu London Town, nagranego przy współudziale wielu piosenkarzy, Kano został skrytykowany za to, że nie pozostał lojalny muzyce Grime.
W marcu 2008 Kano opuścił 679 Records chcąc powrócić do swoich 'Grime'owych korzeni' i robienia muzyki, dzięki której stał się sławny. 

## Dyskografia
- Home Sweet Home
- London Town
- 140 Grime St
- Method to the Maadness
- Made in the Manor